# Lito MC Cassidy
Rafael Sierra Pascual (nacido el 26 de agosto de 1979 en Puerto Rico) más conocido como Lito MC Cassidy, es uno de los cantantes más destacados del género rap en español. Formó parte del famoso dúo de rap y reguetón Lito & Polaco.

## Carrera musical

### 1994-1999: Inicios
Lito MC Cassidy comenzó su carrera en 1994 también formando parte de DJ Eric y su primera producción salió en el álbum Street Style Vol. 1. Lito y Polaco firmaron con Pina Records en el 1999 y estuvieron en medio de la guerra lírica entre las compañías Pina Records vs. Buddha's Family siendo una de las guerras más famosas en el mundo del reguetón. Buddhas Family era la compañía de Buddha y tenía al lado artistas como: Tempo, Getto & Gastam, MC Ceja, Mexicano 777, entre otros.

### 2000-2005: Lito & Polaco
Cuando empezó con Lito y Polaco llevaron a cabo diversos proyectos musicales, los primos fueron la grabación de la secuela de La industria. Posteriormente se unió al dúo a MC Ceja, y publican en 1997, una producción titulada Los 3 mosqueteros. El dúo firmó con Pina Records en 1999. Sus álbumes del año 2000-2004 bajo Pina Records obtuvieron doble platino en Puerto Rico, incluyendo Masacrando MC's (2000), Mundo frío (2002) y Fuera de serie (2004); el último álbum distribuido por Universal Latino.
En 2005, el dúo firmó su separación y camino por separado de solista de cada uno.

### Actualidad
En 2021, recibió su primera nominación al Latin Grammy de 2021 en la categoría “Mejor canción Rap/Hip-Hop” por su tema «La vendedora de placer».
En 2022, presentó «El gran robo 2» junto a Daddy Yankee. Para la filmación del videoclip, participó el Flaco Figueroa como productor, Luis Martínez como director de fotografía y Ciro Cid como director de efectos especiales.

## Controversias musicales
Desde sus inicios hasta mediados de 2005 se midieron con otras empresas y artistas en las famosas disputas musicales mejor conocidas como "tiraeras" llegado a competir hasta con compañías como: The Noise, Buddha's Family, Pina Records y con cantantes de la talla de Don Omar, Arcángel, Tempo, Tego Calderón, Julio Voltio, DJ Playero, Baby Rasta y Gringo, Eddie Dee, entre otros.
Lito & Polaco han tenido muchos enfrentamientos liricales o tiraeras con artistas del género rap y reguetón en muchas ocasiones ganando respeto por sus notables letras, que contienen un excelente vocabulario mezclado con agresividad, violencia y un estilo gánster proveniente de la vida en las calles. Por eso, Lito y Polaco los catalogan muchas veces como: los más violentos, los más agresivos o los reyes de la tiraera.

## Discografía

#### Álbumes de estudio
- 2013: Historias de la calle
- 2021: La jaula de los vivos

#### Mixtapes
- 2007: De la Calle Pa la Calle

#### Álbumes recopilatorios
- 2013: Prólogo a historias de la calle

## Premios y reconocimientos

### Premios Grammy Latinos
| Año  | Categoría                 | Trabajo nominado                  | Resultado |
| ---- | ------------------------- | --------------------------------- | --------- |
| 2021 | Mejor canción Rap/Hip-Hop | La vendedora de placer            | Nominado  |
| 2022 | Mejor canción Rap/Hip-Hop | El gran robo 2 (con Daddy Yankee) | Nominado  |